# Sweet Sweetback's Baadasssss Song

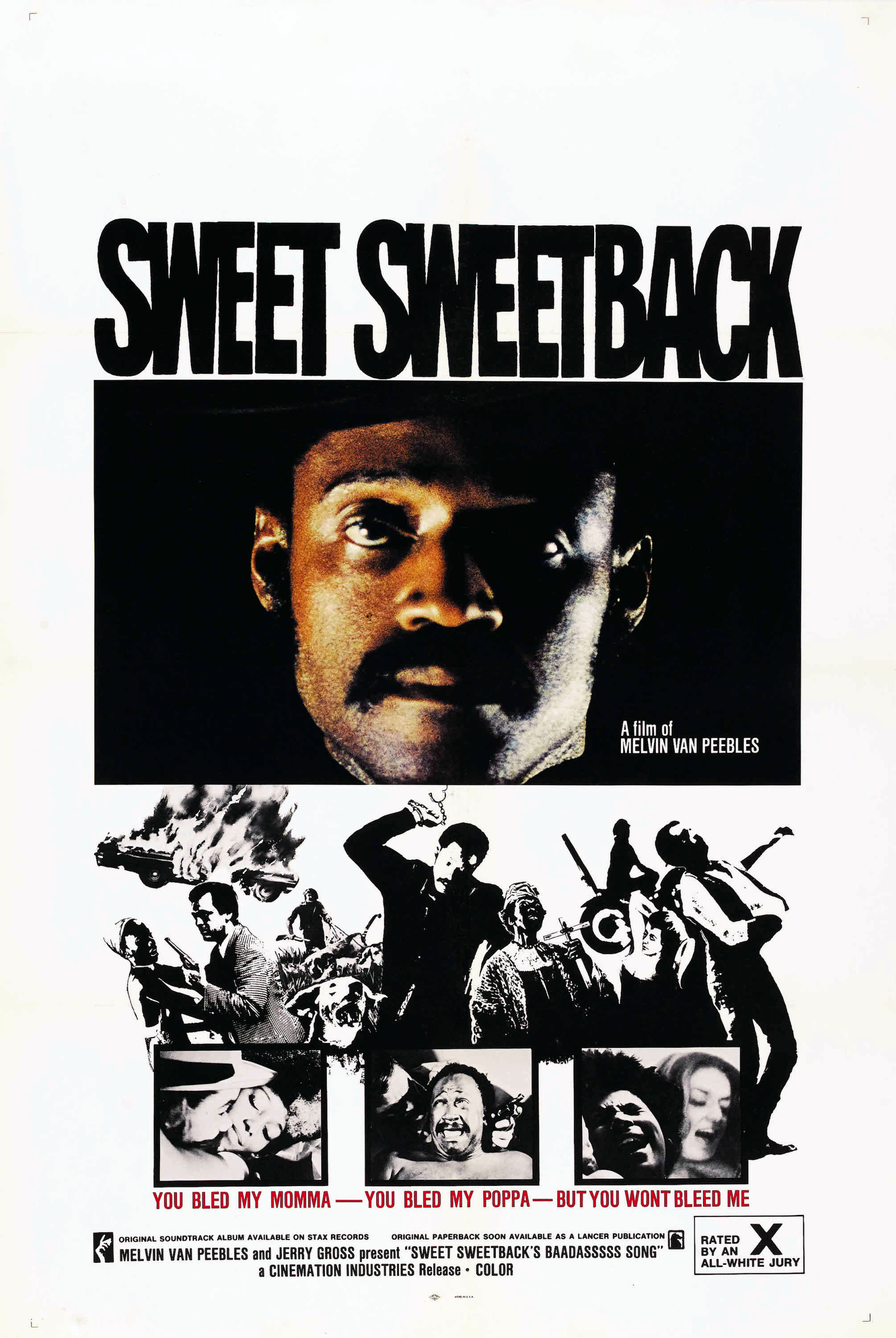
Poster

 Sweet Sweetback's Baadasssss Song is een Amerikaanse blaxploitation misdaadfilm uit 1971, van Melvin Van Peebles. Het is een van de eerste en beroemdste blaxploitationfilms, en wordt gezien als de film die het genre als het ware uitvond en populair maakte. De muziek werd verzorgd door Earth, Wind & Fire.
De film speelt zich af in een arme zwarte wijk, waar een Afro-Amerikaanse man op de vlucht is voor de blanke overheid. Omdat geen enkele studio de film wilde financieren financierde Van Peebles hem deels uit eigen zak en deels met 50.000 dollar die hij leende van Bill Cosby.  Van Peebles speelde zelf de hoofdrol en voerde zijn eigen stunts uit. Sweet Sweetback's Baadasssss Song werd een succesvolle cultfilm en kreeg lof voor de voor die tijd flitsende montage. Huey Newton adviseerde alle Black Panther Partyleden de film te bekijken. In een aantal landen werd de film echter gecensureerd.

## Rolverdeling
| Acteur             | Personage                       |
| ------------------ | ------------------------------- |
| Melvin Van Peebles | Sweetback                       |
| Mario Van Peebles  | jonge Sweetback als kind/tiener |
| Hubert Scales      | Mu-Mu                           |
| Simon Chuckster    | "Beetle"                        |
| John Dullaghan     |                                 |
| West Gale          |                                 |
| Niva Rochelle      |                                 |
| Rhetta Hughes      |                                 |
| Nick Ferrari       |                                 |
| Ed Rue             |                                 |
| Johnny Amos        | fietser                         |
| Lavelle Roby       |                                 |
| Ted Hayden         |                                 |